# بالکارسه
بالکارسه (به اسپانیایی: Balcarce) شهری در کشور آرژانتین، استان بوئنوس آیرس است که در سال ۲۰۰۹ میلادی، حدود ۳۵٬۱۵۰ نفر جمعیت داشته است.